# 로살리아 (가수)
로살리아 빌라 토베야(Rosalía Vila Tobella, 1992년 9월 25일 ~ )는 로살리아(Rosalía)로 잘 알려진 스페인의 싱어송라이터, 음악 프로듀서이다. BBC 사운드 오브 2019 명단에 올랐다. 정규 2집 앨범 El mal querer 와 3집 앨범 Motomami 로 라틴 그래미상 올해의 앨범상을 2회 수상했다. 제62회 그래미상(2020년) 신인상 후보에 올랐다.

## 음반 목록
- Los ángeles (2017)
- El mal querer (2018)
- Motomami (2022)